# Hilton, Ontario
Hilton este o municipalitate cantonală (engleză township, sau echivalentul unei comune) din districtul Algoma, provincia canadiană Ontario, Canada, situată în sud-estul insulei Sfântul Iosif. Municipalitatea înconjoară, dar nu include satul independent Hilton Beach.
Municipalitatea se întinde pe o suprafață de 115,78 km2 și avea la recensământul Canadei din 2006 o populație de 243 locuitori.